# Rivière Salée
Rivière Salée (frz.: Salziger Fluss) ist eine Meerenge im französischen Überseegebiet Guadeloupe. Auf 4,5 km Länge trennt sie die beiden Hauptinseln des Archipels, Basse-Terre im Westen und Grande-Terre im Osten. Von den Ureinwohnern wurde sie Abukututu genannt, was „Straße“ bedeutet.

## Geografie
Da der mindestens fünf Meter tiefe natürliche Kanal an seiner schmalsten Stelle unter 50 m und an seiner weitesten nur einige hundert Meter breit ist, sieht Guadeloupe aus der Luft und auf Karten meist wie eine einzige Insel aus. Rivière Salée verbindet die Bucht Grand Cul-de-sac marin mit der Bucht Petit Cul-de-sac marin im Süden. Er verläuft genau in Nord-Süd-Richtung und ist auf beiden Seiten von Mangrovensumpf umgeben. Im Mittelteil gibt es zwei 150 bis 200 m breite Ausbuchtungen. Am nördlichen Ende liegt ein ca. 1,4 km langes und 1 km breites Delta mit 21 bis zu 420 m langen Inseln. In dessen Nordteil fließt der Großteil des Wassers auf der mit 100 m deutlich breiteren Westseite. Das Delta ist über einen 380 m langen Fluss auf der Westseite mit dem 28 Hektar großen See La Manche à Eau verbunden. Mittig am Ostufer der Meerenge liegt der Flughafen Pointe-à-Pitre, dessen Start- und Landebahn bis ans Wasser reichen. Direkt gegenüber mündet der Fluss Houaromand.

## Brücken

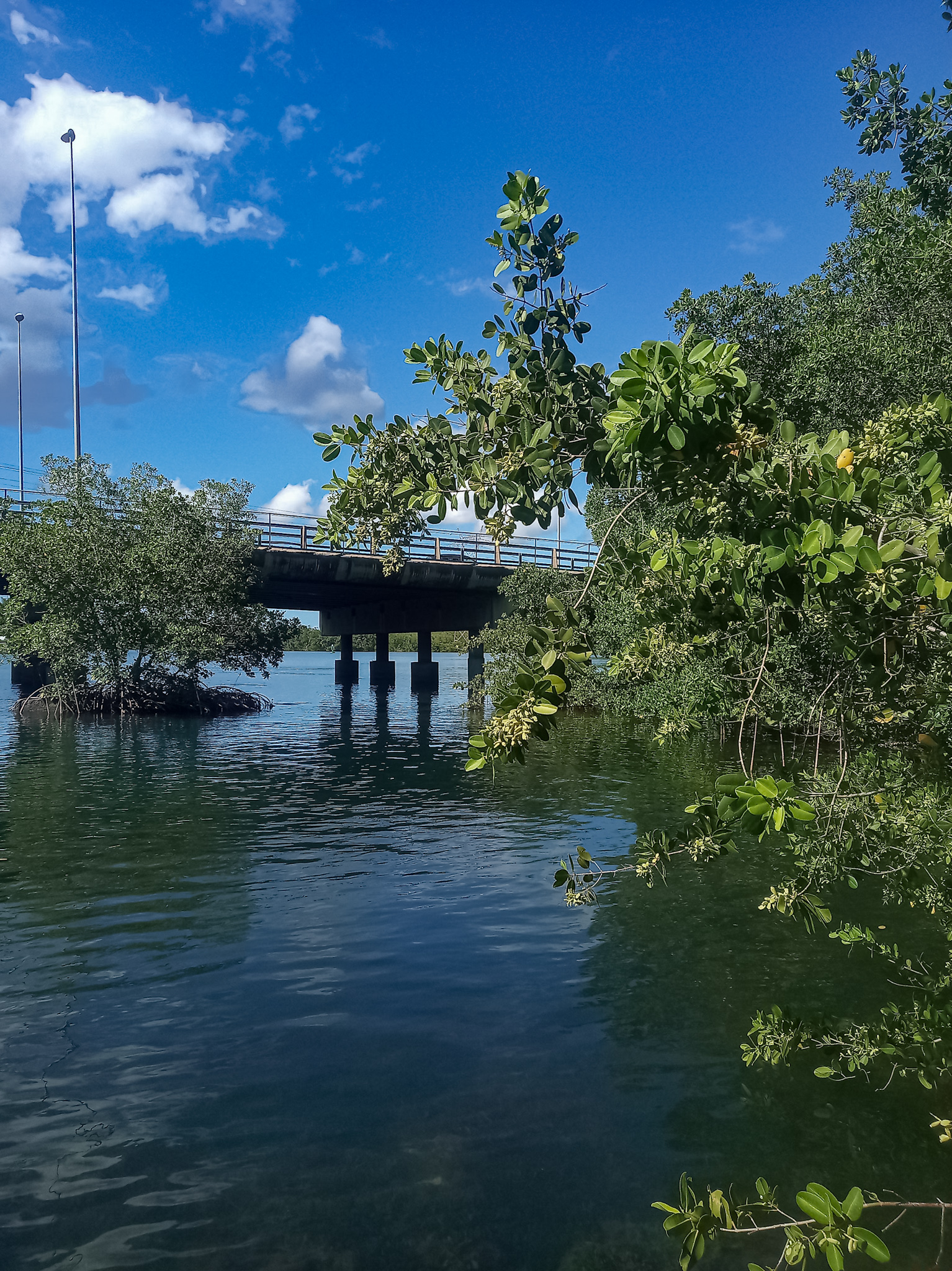
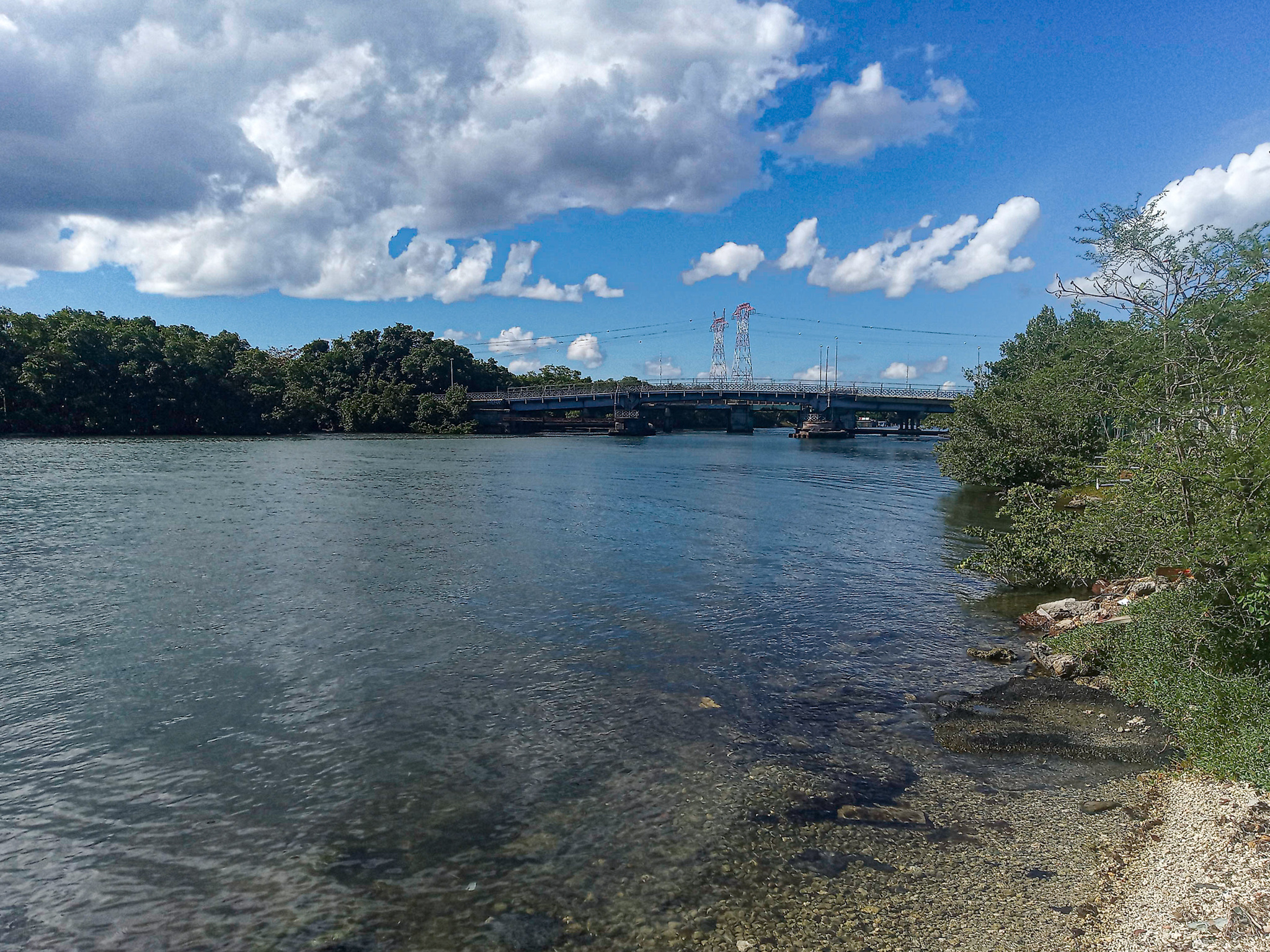

Bereits 1765 konnte man Rivière Salée mit einer seilgetriebenen Barke überqueren, die 15 Personen und acht Pferde auf einmal transportierte. 1806 wurde die hölzerne Unionsbrücke gebaut, die von schwimmenden Tonnen getragen wurde. Allerdings war sie nicht sehr stabil und wurde nach Unfällen 1881 geschlossen. 1929 wurde ganz im Süden die von Louis Douldat konstruierte stählerne 30 Tonnen schwere Gabarre-Brücke eingeweiht. Die einspurige Brücke wird heute für Fußgänger und Fahrräder genutzt. 1950 wurde zur Verkehrsbewältigung eine neue, vierspurige Gabarre-Brücke direkt nördlich davon gebaut, die 1990 sechsspurig erweitert wurde. Heute verbindet sie über die N1 das Industriegebiet Jarry in der Wirtschaftshauptstadt Baie-Mahault im Westen mit dem Ortsteil Lauricisque der Hauptstadt Pointe-à-Pitre im Osten, die beide an der sich südlich anschließenden Bucht liegen. Die Brücke wurde bereits mehrmals von Demonstrationen blockiert, etwa beim vom Dachverband Liyannaj Kont Pwofitasyon (LFP) organisierten Generalstreik von 2009. Südlich der Brücken, an der Ostseite, liegen die einzigen Häuser direkt am Kanal.
300 m nördlich der Flughafenlandebahn verläuft die N11 über die 1997–1998 errichtete Mobile Brücke der Allianz. 2011 überquerten etwa 100.000 Fahrzeuge pro Tag die Gabarre-Brücke und ca. 40.000 pro Tag die Allianzbrücke. Die Brücken werden nachts zwischen 4:30 und 5:30 geöffnet, um Schiffsverkehr passieren zu lassen.